# Agnodice
Agnodice of Agnodike (Oudgrieks: Ἀγνοδίκη / Agnodikē) was volgens de traditie de eerste vrouwelijke vroedvrouw of arts in het oude Athene. Haar biografie is opgetekend door de Romein Gaius Iulius Hyginus in zijn Fabulae. Moderne historici betwijfelen of Agnodice daadwerkelijk bestaan heeft.

## Biografie
In het Oude Athene was het voor vrouwen verboden om geneeskunde te studeren, maar om het toch te leren verkleedde Agnodice zich als een man door haar haar kort te knippen en ging ze vervolgens studeren bij Herophilos van Chalcedon.
Na haar studie ondersteunde ze zwangere vrouwen en was ze succesvol als vroedvrouw. Andere artsen waren jaloers op haar succes en beschuldigden haar ervan dat ze haar patiënten verleidde.
Bij de rechtszaak voor de areopaag toonde ze aldaar dat ze een vrouw was (anasyrma). Agnodice werd veroordeeld wegens het overtreden van de wet, maar ze werd verdedigd door belangrijke vrouwen uit de stad die ze had bijgestaan. Het hof besloot daarop om de wet te veranderen en vervolgens werd het vrouwen wel toegestaan om geneeskunde uit te voeren.